# 香港芒草
芒草是攝影愛好者其中一個熱衷的拍攝題材，四季中以秋季為芒草最佳觀賞期。除香港紅葉之外，賞芒草近年成爲另一香港熱門活動。
本條目主要介紹香港芒草觀賞季節、品種及賞芒地點等資訊。

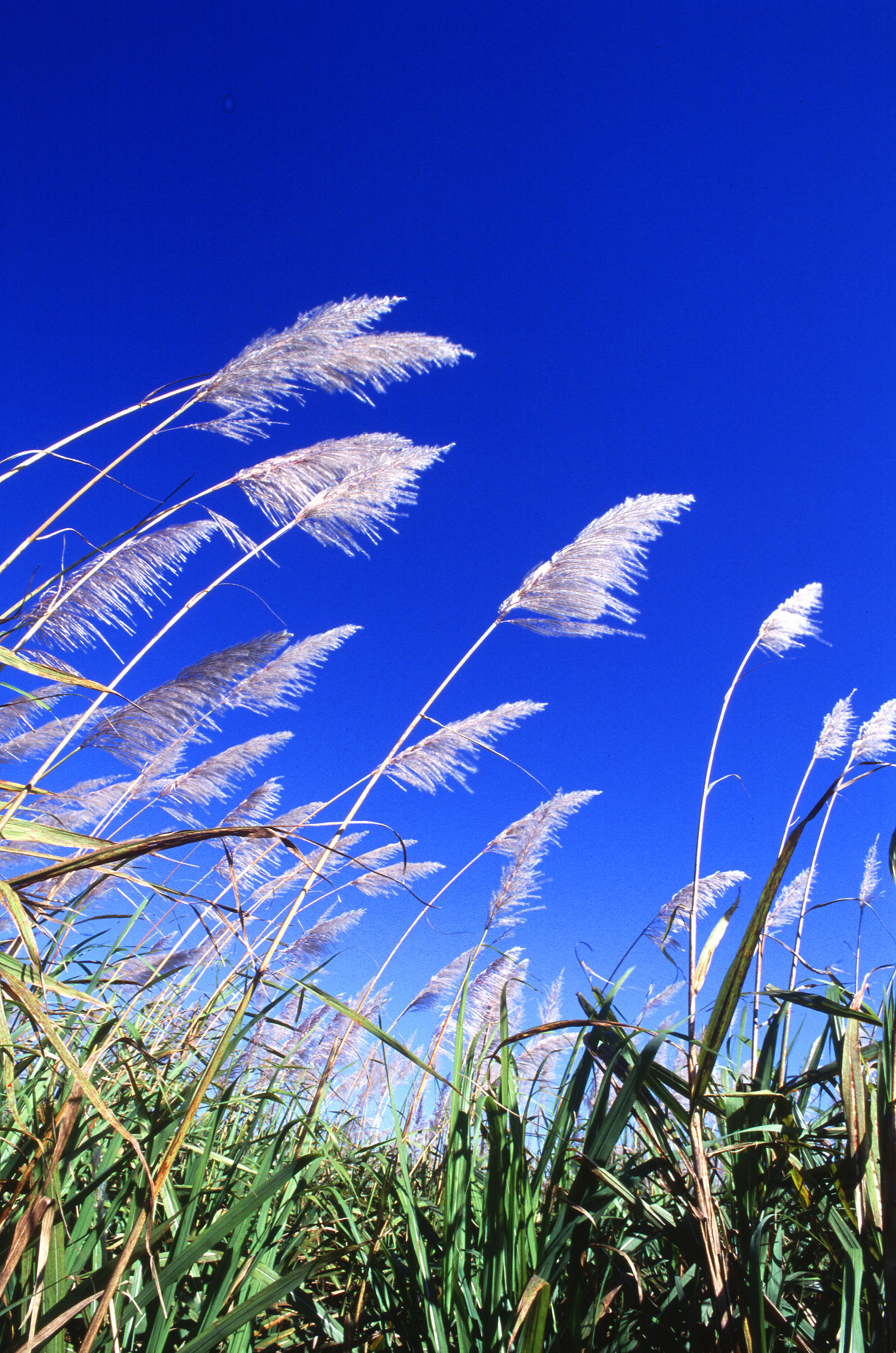

## 芒草種類
香港芒草常見品種包括五節芒（Miscanthus floridulus）及 白背芒（Miscanthus sinensis var. glaber）。秋天欣賞芒草一般是指白背芒。

## 觀賞期
白背芒之最佳觀賞期為秋季，大約為每年的十一月至約十二月中，觀賞期會因天氣變化而改變。

## 觀賞地點
- 大東山
  - 屬香港高難度級別，適合有經驗的行山人士，出發前需有充足準備
  - 2010年，歌星陳奕迅的唱片《Taste the Atmosphere》以大東山的芒草景致為封面照，令大東山成為一時之熱 [3]

- 大嶼山老虎頭[4]
  - 山路較為寬闊，難度較大東山低，適合行山入門者

- 馬鞍山昂平
  - 香港少數的高山平原，擁有大片芒草海，難度較大東山低，適合行山入門者
  - 周柏豪的歌曲《金》MV取景地點

- 飛鵝山北脊(倚天壁)
  - 山坡較陡峭，屬中高難度，適合有經驗的行山人士

## 2014年芒草熱潮
香港賞芒人潮連年增加，賞芒勝地大東山於2014年11月22日之登山人數估計超過500人，相當熱鬧。

芒草雖然受不少香港市民歡迎，但部分市民表示擔心自然生態環境受影響。

## 相關連結
- 香港大東山 簡介  （页面存档备份，存于）

- 絕美芒草‧新手秋遊大東山二三事  （页面存档备份，存于）

- 香港三大芒草勝地情報 HK.ULifestyle.com.hk  （页面存档备份，存于）

- 【香港周圍遊】天涯何處無芒草！ 黃金靚景路線